# Bantua ferox
Bantua ferox är en kackerlacksart som beskrevs av Robert Walter Campbell Shelford 1908. Bantua ferox ingår i släktet Bantua och familjen jättekackerlackor.
Artens utbredningsområde är Malawi. Inga underarter finns listade.